# 나아타 우후슈
나아타 우후슈(長田 大主: 1456년 - 1517년)는 16세기에 야에야마두직(八重山頭職)을 역임한 이시가키섬의 호족이다.
하테루마섬에서 태어나 8살 때 이시가키섬으로 이주했다. 섬 남부에서 세력을 쌓았고, 북부로 진출한 이리오모테섬의 호족 케라이케타구스쿠 요우쵸와 의형제를 맺었다. 또한 동부의 호족 오야케 아카하치에게 여동생 쿠이츠바(古乙姥)를 시집보냈다.
1500년 아카하치의 난 국면에서 아카하치에게 함께 중산왕부에 귀순할 것을 권했으나, 오히려 두 남동생을 살해당하고 나아타 자신은 이리오모테섬 코미로 도망쳤다. 여기서 미야코섬의 호족 나카소네 투유먀를 통해 아카하치의 봉기를 중산왕부에 보고했다. 난이 진압된 뒤, 쿠이츠바는 남편을 따라 반항했기 때문에 베여 죽었다. 또다른 누이동생 마이츠바(真乙姥)는 노로(祝女)로서 왕부군의 무운과 항해의 안전을 빌어준 대가로 이라빈가미 신직(永良比金神職)에 임명되었다.
나아타는 코미슈이우후야코(古見大首里大屋子)로 임명되었고, 그 이후에 이시가키두직이 되었다. 그의 후손이 나가에이씨(長栄氏) 나가타가(長田家)다. 나가에이씨 가보(家譜)에서는 그들의 조상을 미야코섬의 츄우도우씨(忠導氏)라고 되어 있는데, 이것은 나아타와 함께 류큐왕조 관군의 앞잡이를 섰던 나카소네 투유먀의 가계다. 미야코섬 세력과의 결합을 엿볼 수 있다.